# 恐慌症
（panic disorder），是一種焦慮症，特徵為沒有預兆地一再恐慌發作。恐慌發作是突然的短期強烈恐懼，可能包含心悸、流汗、手顫抖、呼吸困難、麻痺感、或是有非常嚴重的事即將發生的感覺。症狀的強度在會在幾分鐘內達到最高峰。可能會對恐慌復發有著揮之不去的憂慮，並試圖避開過去曾恐慌發作的地方。
恐慌症的成因至今未明，並且常發生於同一家族的成員之中。其風險因子包含抽菸、精神壓力以及曾遭受兒童虐待的歷史。其診斷牽涉到排除其他可能造成焦慮的原因，包含心理疾患、其他病情如心臟病或甲狀腺機能亢進、藥物使用等。這個症狀的篩檢可以藉由病患健康問卷來達成。
恐慌症通常藉由心理治療和藥品治療。最常使用的心理治療為認知行為療法（CBT），對過半的患者都皆有效果。常使用的藥物為抗憂鬱藥，有時也會使用苯二氮平或β受體阻斷劑。停止治療後追蹤有高達30%的再發率。
約莫2.5%的人口一生中曾經受到恐慌症所影響。雖然在一生中的任何時間皆有可能發病，但大多起始於青春期或青年前期，較少發生於孩童或是老人。女性受到影響的風險較男性高。

## 外部連結
- 中的“恐慌症”l